# Католицька церква в Уругваї
Като́лицька це́рква в Уругва́ї — найбільша християнська конфесія Уругваю. Складова всесвітньої Католицької церкви, яку очолює на Землі римський папа. Керується конференцією єпископів. Станом на 2004 рік у країні нараховувалося близько 2 315 000 католиків (72,89% від усього населення). Існувало 10 діоцезій, які об'єднували 226 церковних парафій.  Кількість  священиків — 459 (з них представники секулярного духовенства — 203, члени чернечих організацій — 256), постійних дияконів — 76, монахів — 382, монахинь — 1089.

## Статистика
Згідно з «Annuario Pontificio» і Catholic-Hierarchy.org:
| Рік | Населення | Населення | Населення | Священики | Священики | Священики | Священики           | Диякони | Ченці    | Ченці | Парафії |
| Рік | католики  | загалом   | %         | загалом   | секулярні | ченці     | вірних на священика | Диякони | чоловіки | жінки | Парафії |
| --- | --------- | --------- | --------- | --------- | --------- | --------- | ------------------- | ------- | -------- | ----- | ------- |